# 고치산산 TV

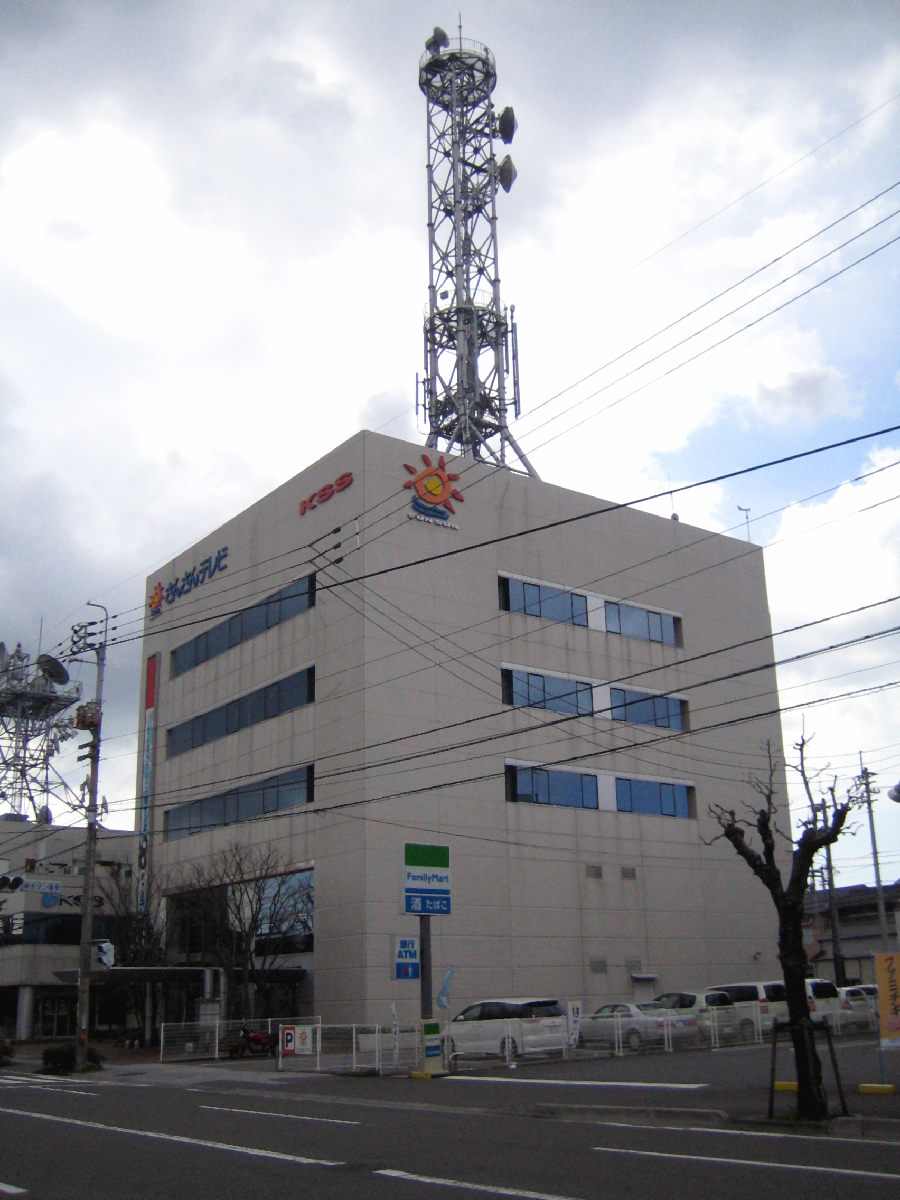

고치 산산 TV(일본어: 高知さんさんテレビ)는 1997년 4월 1일 고치현에서 3번째이자 마지막으로 개국한 민영방송국이다.
약칭은 KSS, 콜싸인은 JOQX-DTV이며 영어 명칭은 Kochi Sun Sun Broadcasting이다.

## 연혁
- 1996년 6월 3일 설립.
- 1997년 3월 3일 시험 전파의 송신을 개시.
- 1997년 3월 20일 개국전 서비스 방송을 개시.
- 1997년 4월 1일 개국.
- 2006년 6월 1일　지상파 디지털 텔레비전 방송 시험 전파의 송신을 개시.
- 2006년 8월 4일　지상파 디지털 텔레비전 시험 방송을 개시.
- 2006년 10월 1일 지상파 디지털 텔레비전 방송 본방송 개시.
- 2011년 7월 24일 지상파 아날로그 텔레비전 방송 종료

## 특징
- KSS라는 약칭보다 산산(さんさん)TV나 SUNSUN TV라는 애칭으로 더 많이 불린다.
- 경비절감을 위해 도쿄와 오사카시에 지사를 두지 않고 후지 크리에이티브 코퍼레이션에 지사 영업을 위탁하고 있으며 야마가타현의 사쿠란보 TV도 이와 같은 방법을 이용해 지사를 두고 있지 않다.
- 원래 TV 아사히의 계열국으로 개국할 예정이었다.

## 고치현에 있는 다른 텔레비전·라디오 방송국
- NHK 고치 방송국
- 고치 방송(RKC)(TV는 니혼 TV 계열, 라디오는 JRN&NRN계열)
- TV 고치(KUTV)(도쿄 방송 계열)
- FM고치(JFN 계열)